# Cholod

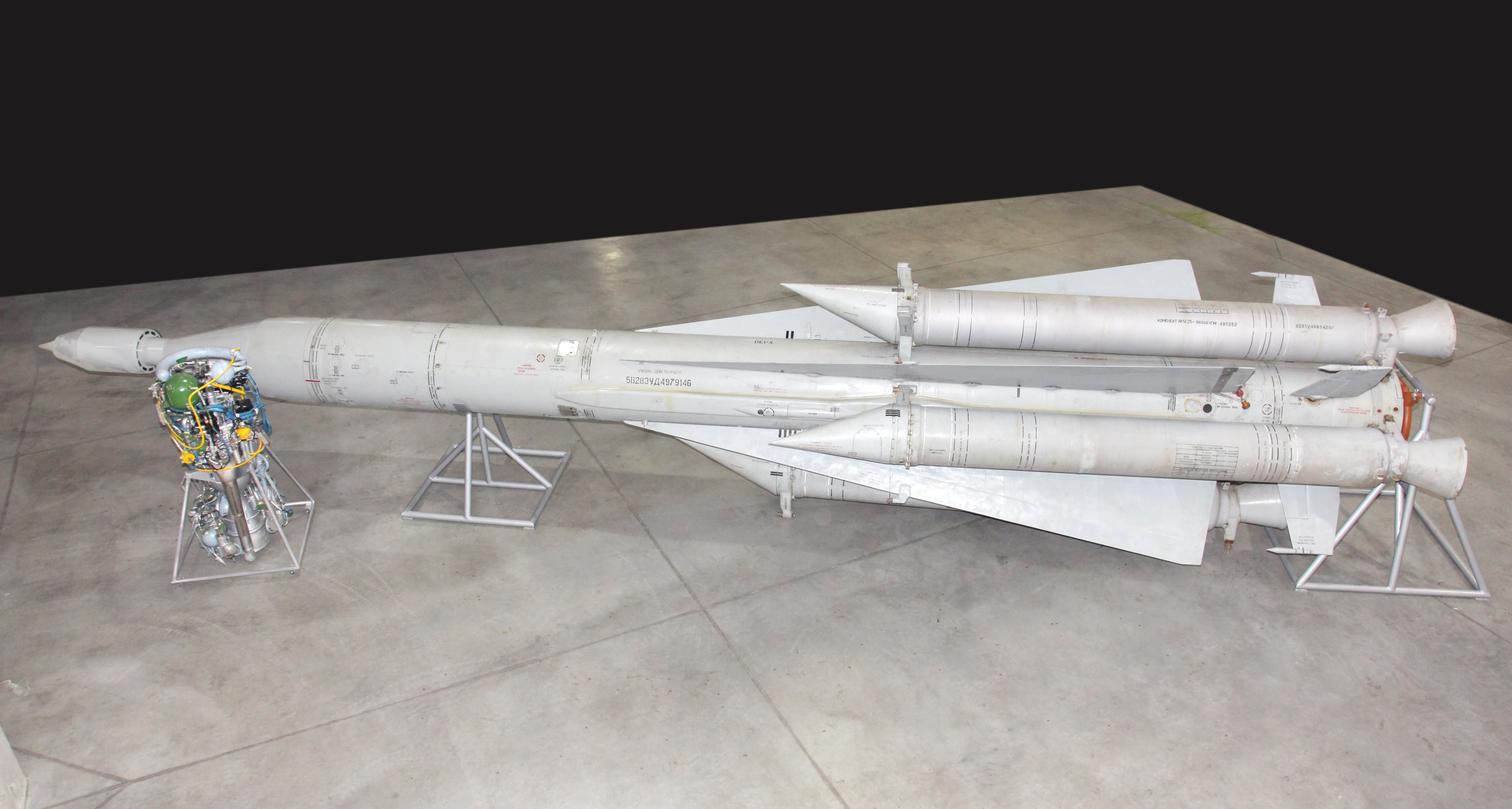
Prototyp Cholod

Cholod (Холод) je název projektu, který byl původně vyvíjen v Rusku. Raketa využívá pohon s názvem scramjet a byla vytvořena za účelem překonání rychlosti 5,75 Ma. Prototyp se skládá z TMKB Sojuz a kapalným vodíkem a modifikované náplně z raket SA-5 Gammon. Celá raketa včetně startovacích bloků (kompletní laboratoř) měřila 12 metrů a měla průměr 750 mm. Čtvrtý let proběhl ve spolupráci s NASA 12. února 1998 a dosáhl rychlosti Mach 6,4. Veškeré investice do projektu stály 95 mil USD.

## Související projekt
V rámci rozpočtu vznikl i projekt CIAM/NASA testovací model pro účely zkoušek ve větrném tunelu.